# Thoas (Lemnos)
Pour les articles homonymes, voir Thoas.
Dans la mythologie grecque, Thoas (en grec ancien Θόας / Thóas), fils de Dionysos et d'Ariane, est roi de l'île de Lemnos,. Dans les sources tardives, il est parfois confondu avec son homonyme, Thoas de Tauride.

## Mythe
Il naît sur Lemnos, où Dionysos a enlevé Ariane, qui lui donne Thoas, mais aussi Staphylos, Œnopion et Péparéthos. Il devient ensuite roi de l'île ; Lemnos lui est donnée en récompense par Rhadamanthe dont il est un lieutenant ; il a une fille nommée Hypsipyle. Il joue un rôle remarquable dans l'épisode des Lemniennes, lorsque celles-ci décident de tuer tous les hommes de l’île après la malédiction d’Aphrodite : s'il périt dans certaines versions, il est généralement épargné par sa fille. Par la suite, il s’enfuit en Tauride, ou bien est tué lorsque les Lemniennes découvrent l'imposture.
Homère mentionne aussi « un très beau kratère d'argent contenant six mesures » ayant appartenu à Thoas et offert comme prix lors des jeux funéraires de Patrocle. Apollonios de Rhodes le rend père de Sicinos par la nymphe Œnoé.